# Q Entertainment
Q Entertainment (Qエンターテインメント Q Entāteinmento?) es un estudio desarrollador de videojuegos japonés. El estudio crea, produce y pública contenido de entretenimiento digital en múltiples consolas de juegos, computadoras y unidades móviles. Fue fundada el 10 de octubre de 2003 por Tetsuya Mizuguchi, que anteriormente había trabajado en Sega (donde fue conocido por producir los juegos Space Channel 5 y Rez para Dreamcast), y Shuji Utsumi, exmiembro fundador de Sony Computer Entertainment America, vicepresidente sénior de Sega Enterprises, Ltd., y jefe de Disney (Buena Vista Games) Asia.
Es conocido por su serie de juegos de rompecabezas de música y luminarias Lumines, que fue lanzado en todo el mundo en 2004/2005 para el sistema PlayStation Portable y ahora se puede jugar en móvil (Lumines Mobile), Xbox Live Arcade (Lumines Live!) y PlayStation 2 (Lumines Plus). Entre los videojuegos de Q Entertainment destacan título de rompecabezas de acción Meteos para Nintendo DS y el título de acción de fantasía Ninety-Nine Nights para Xbox 360. Su último videojuego, Lumines Electronic Symphony, fue lanzado en febrero de 2012 para la PlayStation Vita.
Tetsuya Mizuguchi dejó la compañía en 2013, para fundar Enhance Games en 2014 y ser el CEO de esa compañía.

## Videojuegos
| Año  | Título                      | Plataforma(s)           |
| ---- | --------------------------- | ----------------------- |
| 2004 | Lumines                     | PlayStation Portable    |
| 2005 | Meteos                      | Nintendo DS             |
| 2006 | Every Extend Extra          | PlayStation Portable    |
| 2006 | Lumines Live!               | Xbox Live Arcade        |
| 2006 | Lumines II                  | PlayStation Portable    |
| 2007 | Every Extend Extra Extreme  | Xbox Live Arcade        |
| 2008 | Meteos Wars                 | Xbox Live Arcade        |
| 2008 | Lumines Supernova           | PlayStation 3           |
| 2009 | Lumines Touch Fusion        | iOS                     |
| 2011 | Child of Eden               | Xbox 360, PlayStation 3 |
| 2012 | Lumines Electronic Symphony | PlayStation Vita        |
| 2012 | Guardian Hearts Online      | PlayStation Vita        |

### Videojuegos codesarrollados
| Año  | Título                | Plataforma(s)                    | Estudio(s) co-desarrollador(es) |
| ---- | --------------------- | -------------------------------- | ------------------------------- |
| 2006 | Ninety-Nine Nights    | Xbox 360                         | con Phantagram                  |
| 2006 | Lumines Mobile        | Teléfono móvil                   | con Mobcas y Resonair           |
| 2006 | Meteos Mobile         | Teléfono móvil                   | con Masahiro Sakurai            |
| 2006 | Battle Stadium D.O.N  | Nintendo GameCube, PlayStation 2 | con Takara Tomy y Eighting      |
| 2006 | Gunpey DS             | Nintendo DS                      | con Koto Laboratory             |
| 2006 | Gunpey                | PlayStation Portable             | con Koto Laboratory             |
| 2007 | Lumines Plus          | PlayStation 2                    | con Gameloft y Resonair         |
| 2007 | Meteos: Disney Magic  | Nintendo DS                      | con Aspect                      |
| 2007 | Lumines               | PC                               | con Mobcas y Resonair           |
| 2007 | Meteos Online         | PC                               |                                 |
| 2007 | Angels Online         | PC, PlayStation 3                | con UserJoy Technology          |
| 2008 | Rez HD                | Xbox Live Arcade                 | con HexaDrive                   |
| 2009 | Peggle                | Nintendo DS                      | con PopCap Games                |
| 2010 | Ninety-Nine Nights II | Xbox 360                         | con feelplus                    |
| 2014 | Destiny of Spirits    | PlayStation Vita                 | con SCE Japan Studio            |
| 2014 | Heroes of Infinity    | PlayStation Vita                 | con Moregeek Entertainment      |
| TBA  | Angel Senki           | PC, PlayStation 3                | con UserJoy Technology          |